# The Swinging Blue Jeans
The Swinging Blue Jeans, var en rock/merseybeatgrupp bildad i Liverpool i England 1957 som The Bluegenes, ett skiffleband. 1962 förändrade gruppen musikstil och namn. Medlemmar i gruppen var Ray Ennis på sång, Ralph Ellis på gitarr, Les Braid på elbas och Norman Khulke på trummor. Gruppen var inspirerad av Little Richard och gjorde ofta covers på hans låtar, exempelvis "Tutti Frutti" och "Good Golly Miss Molly".
The Swinging Blue Jeans fick en stor hit tidigt 1964 med sin aggressiva version av "Hippy Hippy Shake" som tog sig upp på Englandslistans andraplats. I USA låg den som högst på plats 24 på Billboard Hot 100. I Sverige låg "Hippy Hippy Shake" etta på Kvällstoppen i två veckor. Gruppen uppnådde sin största popularitet hemma i Storbritannien. Den fick där ytterligare en stor hit med "You're No Good". Bandets sista skivframgång kom 1966 med balladen "Don't Make Me Over". 
The Swinging Blue Jeans fortsatte med Ray Ennis och Les Braid som medlemmar tills den senares död 2005, vilket innebar att Ennis var den sista ursprungliga medlemmen. Efter femtio år som aktiv medlem meddelade Ray Ennis att han skulle gå i pension efter bandets sista turné som avslutades i Liverpool den 30 maj 2010.

## Bandmedlemmar

### Originalmedlemmar (från 1962)
- Ray Ennis (född Raymond Vincent Ennis 26 maj 1940 i Huyton, Liverpool) – sång, gitarr (1957–2010)
- Ralph Ellis (född 8 mars 1942 i Liverpool) – gitarr (1958–1966)
- Les Braid (född William Leslie Braid 15 september 1937 i West Derby, Liverpool, död 31 juli 2005 på Fazakerley Hospital, Fazakerley, Liverpool) – basgitarr, keyboard (1957–2005)
- Norman Kuhlke (född 17 juni 1942 i Liverpool) – trummor (1957–1968)

### Andra medlemmar
- Jimmy Hudson – ståbas (1957–1958)
- Norman Houghton (född 18 september 1940 i Liverpool) – tvättbräda (1957)
- Kenneth Metcalf – sång, gitarr (1957)
- Arthur Griffiths – gitarr (1957)
- Spud Ward (född 2 november 1940 i Walton, Liverpool) – ståbas, basgitarr (1957–1958)
- Tommy Hughes (född 7 maj 1938, död 21 september 2013 – banjo (1958–1959)
- Paul Moss – banjo (1959–1963)
- John E. Carter (född 21 maj 1938 i Liverpool) – sång, gitarr (1959–1961)
- Terry Sylvester (född 8 januari 1947 i Liverpool, kom från The Escorts, ersatte  Graham Nash i The Hollies) – sång, gitarr (1966–1968)
- Colin Manley (född 16 april 1942 i Liverpool, död 9 april 1999, ex-gitarrist i The Remo Four) – gitarr (1978–1999)
- John Ryan (född 5 april 1953 i Pinehurst Avenue, Liverpool, tidigare i Liverpool Express) – trummor (1980–1983)
- Bruce McCaskill (född 15 januari 1940 i Liverpool, död 24 december 1993 i Los Angeles, USA) – sång, gitarr (1957–1959)
- Mike Gregory (född Michael Gregory 7 november 1946 i Liverpool, ex-basist i The Escorts) – basgitarr (1967-1972)
- Michael Pynn – sologitarr (1972–1975)
- Kenny Goodlass – trummor
- Mick McCann (född 2 februari 1949 i Liverpool, ersatte tillfälligt Kuhlke) – trummor (1967–1968)
- Jim Rodford (född James Rodford 7 juli 1941 i St Albans, Hertfordshire) – basgitarr
- Hedley Vick (född 24 april 1953 i Birkenhead, Merseyside, bror till operadirigent Graham Vick) – gitarr (1975–1976 inklusive turnéer i Storbritannien, Europa och Nya Zeeland)
- Alan Lovell (född 5 januari 1952 i Newtown, Wales) – sång, gitarr (1981–2010)
- Phil Thompson (född 18 oktober 1947 i Liverpool) – trummor (1983–2010)
- Jeff Bannister (född Jeffrey Bannister 7 januari 1943 i Slough, Berkshire) – sång, keyboard
- Pete Oakman (född Peter Andrew Oakman 12 december 1943 i Cuffley, Hertfordshire) – basgitarr, sång (2010)

## Diskografi (urval)

### Studioalbum
- 1964 – Hippy Hippy Shake
- 1964 – Shaking Time
- 1964 – Blue Jeans A' Swinging
- 1966 – The Swinging Blue Jeans
- 1966 – Don't Make Me Over
- 1967 – In Paris
- 1974 – Brand New and Faded
- 1979 – Jump 'n' Jeans
- 1999 – Come on Everybody
- 2001 – All the Hits plus More

### Livealbum
- 1965 – Live Aus Dem Cascade Beat-Club in Köln
- 1990 – Live Shakin'

### EP
- 1963 – Hippy Hippy Shake
- 1964 – Good Golly Miss Molly
- 1964 – It's So Right
- 1964 – Shake
- 1964 – The Swinging Blue Jeans
- 1964 – Shake With the Swinging Blue Jeans
- 1964 – You're No Good, Miss Molly
- 1966 – Rumors, Gossip, Words Untrue
- 1966 – Sandy
- 1977 – 2 + 2, Vol. 39

### Singlar
- 1963 – "It's Too Late Now" / "Think of Me"
- 1963 – "Do You Know" / "Angie"
- 1963 – "Hippy Hippy Shake" / "Now I Must Go"
- 1964 – "Good Golly Miss Molly" / "Shaking Feeling"
- 1964 – "You're No Good" / "Don't You Worry About Me"
- 1964 – "Promise You'll Tell Her" / "It's So Right"
- 1964 – "It Isn't There" / "One of These Days"
- 1965 – "Make Me Know You're Mine" / "I've Got a Girl"
- 1965 – "Crazy 'Bout My Baby" / "Good Lovin'"
- 1966 – "Don't Make Me Over" / "What Can I Do Today"
- 1996 – "Sandy" / "I'm Gonna Have You"
- 1966 – "Rumours, Gossip, Words Untrue" / "Now the Summer's Gone"
- 1967 – "Tremblin'" / "Something's Coming Along" (med Kiki Dee, Madeline Bell)

### Samlingsalbum
- 1992 – The Best of the EMI Years
- 1993 – Hippy Hippy Shake: The Definitive Collection
- 1995 – French 60's EP Collection
- 1996 – Original Hits
- 1998 – At Abbey Road 1963-1967
- 1998 – Hippy Hippy Shake
- 1998 – The Best of The Swinging Blue Jeans
- 1998 – 25 Greatest Hits
- 2000 – Best of the 60's